# Bandido asesinando a una mujer
Bandido asesinando a una mujer o Bandido que apuñala a una mujer es el título de un cuadro de Francisco de Goya pintado entre 1798 y 1800 (según otras fuentes, de 1806 a 1808). Formaba parte de una serie originalmente compuesta por once cuadros de gabinete con temas contemporáneos, ocho de los cuales han llegado a la actualidad. Las imágenes de esta serie incluyen un crimen sucedido en Madrid, el asesinato del comerciante Francisco del Castillo, que suele dar nombre al conjunto. Goya era amigo del juez Juan Meléndez Valdez, quien se ocupó del caso. Sin embargo, Goya también se ocupó de los asaltos a viajeros, que no eran raros en la época. En este cuadro, Goya muestra un crimen de una manera tan directa y extremadamente brutal por primera vez en la historia del arte. Según investigaciones, esta trágica obra es única en su presentación. Pertenece a la colección del Marqués de la Romana en Madrid.

## Descripción
El cuadro es una pintura al óleo sobre lienzo de 41,5 × 31,8 cm; en el catálogo razonado de Goya lleva el número GW 917.
El cuadro estuvo inicialmente en Palma de Mallorca con Juan de Salas, quien adquirió la serie con los once cuadros de Goya. Antes de 1811 pasó a manos de su yerno, el general Pedro Caro y Sureda, tercer marqués de la Romana. El 1 de mayo de 1870 fue vendido a una "colección T." por la casa de subastas de París Hôtel Drouot. En 1900 volvió a manos del Marqués de la Romana y desde entonces pertenece a la familia.
La serie de pinturas se puede dividir en tres grupos. La visita del fraile (Museo del Prado) e Interior de prisión (Museo Bowes, Barnard Castle) plasman el caso del asesinato de Castillo, otro grupo lo componen Cueva de gitanos, Fusilamiento en un campo militar y Hospital de leprosos, en la colección del Marqués de la Romana. El tercer grupo, al que pertenece esta obra, muestra un violento asalto a una diligencia en la que los hombres son de inmediato disparados, pero las mujeres son secuestradas, violadas y finalmente también asesinadas.
Asalto de bandidos I–III se compone de:
- Imagen I: Bandidos disparando a sus prisioneros.
- Imagen II: Bandido desnudando a una mujer.
- Imagen III: Bandido asesinando a una mujer.

Visto en conjunto, las escenas representadas tienen lugar en un paisaje rocoso o en la entrada de una cueva. Primero un grupo de bandidos dispara a los presos varones tras atracar a los viajeros, una elegante mujer de espaldas al espectador alza los brazos suplicando piedad; en el segundo dos mujeres están siendo desnudadas, se llevan las manos al rostro, avergonzadas, mientras sus agresores se miran y parecen intercambiar unas palabras.
El tercer y último cuadro Bandido asesinando a una mujer muestra a otro bandido inclinado sobre una desnuda prisionera tendida, a la que apuñala con un cuchillo. A la derecha, la sangre ya es claramente visible corriendo en el suelo. Destaca la expresión de los rostros, dolor y sufrimiento en la mujer y una sonrisa en el bandido. La oscuridad de la cueva resalta la suave piel pálida de la joven y el chaleco amarillo del agresor. La luz que cae sobre la escena desde arriba se muestra con pinceladas gruesas en gris y blanco, mientras que las figuras se dibujan con más detalle con trazos suaves y sus contornos se realzan con finas líneas negras.
En las dos imágenes con las mujeres desnudas, el contraste entre la lujuria y la violencia masculinas y la belleza, la fragilidad y el erotismo femeninos se muestra de una manera que parece realista e impactante para el espectador. Goya pudo haber usado esto para explicar los instintos básicos y las motivaciones sexuales que llevaron a la violación y asesinato en la vida real.